# Marcello Ciorciolini

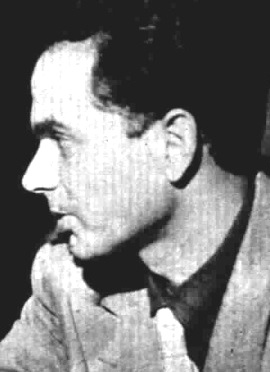
Marcello Ciorciolini (1959)

Marcello Ciorciolini (* 16. Januar 1922 in Rom; † 5. September 2011) war ein italienischer Drehbuchautor und Filmregisseur.

## Leben
Ciorciolini begann seine Karriere zu Beginn der 1950er Jahre als Autor für das Radio, wo er u. a. für Alberto Talegallis Figur sor Clemente in der Sendung Rosso e Nero schrieb. Fast gleichzeitig schrieb er Szenarios und Drehbücher für Spielfilme. Bis weit in die 1960er Jahre hinein arbeitete er alternierend für diese zwei seiner vielen Interessensgebiete ebenso wie für Fernsehen, das Theater und als Liedtexter und -schreiber. Zu letzteren gehören “Una zebra a pois”, “E mi pareva strano”, “La giostra della vita” und “Ti guarderò nel cuore”, das Leitmotiv des Filmes Mondo Cane. “More” gehört zu den meistgespielten Titel im Radio.
Für das Fernsehen schrieb Ciorciolini neben “Un' altra Domenica” und “Tutti insieme compatibilmente” auch “Drim” und “Grand Hotel”; für die Bühne neben Kabarettnummern auch Dramatisches wie das Stück “Cornelia”.
Filmdrehbücher entstanden sowohl für Abenteuerfilme wie für seine Vorliebe, Komödien, in denen meist ein komisches Duo, oftmals dargestellt von Franco & Ciccio, im Mittelpunkt stand. Ab 1965 inszenierte er auch neun Filme selbst; zwei davon unter den Pseudonymen Frank Reed und James Harris.

## Filmografie (Auswahl)

### Regisseur
- 1966: Die Black-Box-Affäre (Il mondo trema)
- 1968: Ciccio perdona… io no!
- 1968: I nipoti di Zorro

### Drehbuch
- 1960: Das Geheimnis der roten Maske (Il terrore della maschera rossa)
- 1960: Königin der Barbaren (La regina dei tartari)
- 1961: Herkules, der Held von Karthago (La vendetta di Ursus)
- 1963: Ursus, der Unbesiegbare (Ursus nella terra di fuoco)
- 1964: Due mafiosi nel Far West
- 1965: Herr Major, zwei Flaschen melden sich zur Stelle (I due sergenti del generale Custer)
- 1966: I due figli di Ringo